# Rijeka Crnojevića (Cetinje, Crna Gora)
Rijeka Crnojevića (crnogorski: Ријека Црнојевића) gradsko naselje - mjesna zajednica u općini Cetinje, Crna Gora. Naselje je dobilo naziv po istoimenoj rijeci, odnosno, po vladarima iz crnogorske dinastije Crnojevića. Nekoć važno trgovinsko i lučko središte na obali Skadarskog jezera. Kroz Rijeku Crnojevića prolazi cesta Cetinje - Podgorica.

### Kroz povijest
Utvrda s podziđem Obod, nekoć prijestolnica Crnojevića države, danas se nalazi na desnoj obali rijeke Rijeka Crnojevića, iznad naselja Rijeka Crnojevića. Najstariji sačuvani objekt u Rijeci Crnojevića je kuća Svetog Petra Cetinjskog.   Na ulazu u Rijeku Crnojevića knjaz Danilo I. podigao je lijep most koji je i danas u uporabi. Kralj Nikola I. je u mjestu imao ljetnikovac.
Talijanska tvrtka Compagnia di Antivari izgradila je do 1908. tada suvremeno i pristanište u Rijeci Crnojevića.  Na Riječkom pazaru trgovali su ljudi raznih vjera i nacija i prodavala se roba iz svih krajeva Crne Gore. U inozemstvo se izvozila dimljena uklija (na crnogorskom - ukljeva). Početkom 20. st. u tvornici Marica proizvodio se sedef - biser od riblje krljušti. U Rijeci Crnojevića je otvorena prva ljekarna u Crnoj Gori. Koncem 19. st. tu je proradila i prva crnogorska vojna radionica oružja.
Koncem 1990-ih rekonstruirani su objekti u Rijeci Crnojevića od povijesnoga značenja za Crnu Goru.

## Vanjske poveznice
- O Rijeci Crnojevića  Arhivirana inačica izvorne stranice od 4. ožujka 2016. (Wayback Machine)

|  | Zajednički poslužitelj ima još gradiva o temi Rijeka Crnojevića |